# Никитина, Анна Ивановна
А́нна Ива́новна Ники́тина (в замужестве Гу́сева; 8 июля 1920, Корницы — 31 марта 2003, там же) — звеньевая колхоза «Труженик» Бежецкого района Калининской области, Герой Социалистического Труда (1949).

## Биография
Родилась 8 июля 1920 года в деревне Корницы в семье крестьянина.
Работала в местном колхозе «Труженик».
После войны возглавила звено по выращиванию технической культуры — льна.
По итогам работы в 1948 году её звено получило урожай волокна льна-долгунца 11,2 центнера и семян 5,0 центнера с гектара на площади 4,1 гектара.
К 1950 году средняя урожайность волокна льна в СССР составляла 1,3 центнера с гектара, а к 1980 году — колебалась в пределах 1,7 — 4,0 центнера.
Указом Президиума Верховного Совета СССР от 28 февраля 1949 года за получение высоких урожаев волокна и семян льна-долгунца при выполнении колхозом обязательных поставок и контрактации по всем видам сельскохозяйственной продукции, натуроплаты за работу машино-тракторной станции (МТС) в 1948 году Никитиной Анне Ивановне присвоено звание Героя Социалистического Труда с вручением ордена Ленина (№89024)и золотой медали «Серп и Молот» (№3165).
Проживала в родной деревне Корницы.
Скончалась 31 марта 2003 года.